# 淡江資工地上站
淡江資工地上站全名為淡江大學資訊工程學系電子布告欄系統，係淡江大學資訊工程學系，利用其電腦與網路資源，委託淡江大學資訊工程學系學會，所成立與管理之電子佈告欄系統，在不影響淡江大學資訊工程學系正常研究與教學的前提下，以公開的方式提供Internet網路使用者一個方便的討論與交流空間。網址為telnet://bbs.cs.tku.edu.tw/ （页面存档备份，存于）

## 現況
於1997年成立的淡江資工地上站，於2005年時，註冊人數約達兩千人，平均線上人數約200~300人左右，單日上站人次約2000人，共有192個討論板，僅四分之一為轉信版，其他除站務用途外之站內板，可略分為兩大類：特色版與系所相關討論板。
特色板為由站上使用者，提出開板理由，經連署達門檻人數之後，由站務群討論，方予通過開板，有特殊主題的討論板。因此，雖然目前站上的特色版數量不多，但皆有其與他站不同的特色與風格。好比說，其中的solving版（中文版名為程式題目的解法與藝術），以召集網友共同參加與討論線上程式解題為其最主要的活動，累積了相當多的題目討論、演算法分析比較與程式設計技巧的資料，為中華民國國內少見，以此為主題的BBS討論版之一。
儘管淡江資工地上站乃對整個Internet開放的公共討論空間，但其強烈的系所附屬服務之屬性，導致大多數的使用者，為淡江大學資訊工程系所的學生們。也因此，站內系所相關的討論板，為數最多。由於目前採取一個班級即擁有一個獨立的班板的政策，此站已成為淡江大學資訊工程系所學生們重要的溝通媒介，甚至亦成為一些非保守派的老師（教授）與學生溝通的橋樑。淡江大學資訊工程系所的學生們，習慣於此站掛站，尤其到了考試週的時候，整個站更是熱鬧。學生們常三五好友一同聚在一起讀書，同時藉由這種掛站的行為，與同班或選修同樣科目的同學們彼此串連，分享讀書心得與應考秘訣，非保守派的老師與助教們，亦會於考試前夕，以發表文章，甚至是與學生們一同在聊天室裡討論的形式，輔助與指導學生掌握唸書的訣竅。

## BBS章程
淡江資工地上站2006.0版站規

## 外部連結
- 淡江資工地上站: telnet://bbs.cs.tku.edu.tw （页面存档备份，存于） 或 telnet://tkucsbbs.twbbs.org （页面存档备份，存于）